# Albergaria-a-Velha e Valmaior
Albergaria-a-Velha e Valmaior ist eine Gemeinde (Freguesia) der portugiesischen Kleinstadt Albergaria-a-Velha.
Die Gemeinde entstand am 29. September 2013 im Zuge der administrativen Neuordnung in Portugal aus dem Zusammenschluss der Stadtgemeinde Albergaria-a-Velha und der Gemeinde Valmaior.
Auf einer Fläche von 47 km² leben 10.568 Einwohner (Stand: 30. Juni 2011). 